# مری‌وثر لوئیس
 مری‌وثر لوئیس (انگلیسی: Meriwether Lewis؛ ۱۸ اوت ۱۷۷۴ – ۱۱ اکتبر ۱۸۰۹) جهانگردی، سرباز، و سیاست‌مدار اهل ایالات متحده آمریکا بود. عمده شهرت وی به خاطر سفر اکتشافی لوئیس و کلارک به همراه ویلیام کلارک که به لشکرکشی اکتشافی نیز معروف است می‌باشد.